# Parkskolopender
Parkskolopender (Cryptops hortensis) är en mångfotingart som först beskrevs av Donovan 1810.  Parkskolopender ingår i släktet Cryptops och familjen Cryptopidae. Arten är reproducerande i Sverige.

## Underarter
Arten delas in i följande underarter:
- C. h. atlantis
- C. h. hortensis
- C. h. pauciporus
- C. h. pseudopunctatus